# Ezra Clark Stillman
Ezra Clark Stillman (ur. 24 października 1907 w Eureka, Utah, zm. 12 kwietnia 1995) – amerykański filolog, interlingwista, poeta i tłumacz.

## Życiorys
Z wykształcenia anglista (absolwent University of Michigan) Stillman był wieloletnim członkiem International Auxiliary Language Association (IALA), a od 1937 roku dyrektorem jej działu badań i autorem programu badawczego. W roku 1940 doprowadził do opracowania kryteriów wyboru międzynarodowego słownictwa, zgodnie z którymi opracowano ostateczną postać leksyki języka interlingua - dzięki temu jest uznawany za jednego z "ojców" interlingwy.
Jest też fundatorem „Clark Stillman collection in the Pierpont Morgan Library” zawierającej duży zbiór średniowiecznych ksiąg i manuskryptów.